# Friday (Riton e Nightcrawlers)
Friday è un singolo del DJ britannico Riton e del gruppo musicale scozzese Nightcrawlers, pubblicato il 15 gennaio 2021 su etichetta Ministry of Sound.

## Descrizione
Il brano, che vede la partecipazione delle celebrità di internet Mufasa e Hypeman, contiene un campionamento di Push the Feeling On, singolo di successo dei Nightcrawlers del 1992. È vocalmente eseguito dalla cantante e DJ Samantha Harper.

## Video musicale
Il video musicale, diretto da Remi Laudat, è stato reso disponibile il 26 febbraio 2021 attraverso il canale YouTube di Riton.

## Tracce
Testi e musiche di Gordon Muir Wilson, Hugh Jude Brankin, John Robinson Reid, Ross Alexander Campbell e Samantha Harper.
1. Friday (feat. Mufasa & Hypeman) (Dopamine Re-Edit) – 2:49

## Successo commerciale
Nella Official Singles Chart britannica Friday, con 22 360 unità di vendita, è arrivato al numero 10 nella pubblicazione del 25 febbraio 2021, segnando la prima top ten per Riton, Mufasa e Hypeman e la terza per i Nightcrawlers, la prima da Surrender Your Love del 1995. Due settimane dopo è approdato al 5º posto grazie ad ulteriori 29 841 unità, per poi toccare un picco finale di 4 nella classifica datata al 1º aprile 2021, dopo aver aumentato le proprie unità a 33 327.

## Classifiche

### Classifiche settimanali
| Classifica (2021) | Posizione massima |
| ----------------- | ----------------- |
| Australia         | 12                |
| Austria           | 5                 |
| Belgio (Fiandre)  | 1                 |
| Belgio (Vallonia) | 2                 |
| Bulgaria          | 2                 |
| Canada            | 16                |
| Croazia           | 1                 |
| Danimarca         | 13                |
| El Salvador       | 1                 |
| Finlandia         | 6                 |
| Francia           | 21                |
| Germania          | 3                 |
| Grecia            | 8                 |
| Irlanda           | 3                 |
| Islanda           | 10                |
| Italia            | 8                 |
| Lituania          | 6                 |
| Norvegia          | 13                |
| Nuova Zelanda     | 29                |
| Paesi Bassi       | 3                 |
| Polonia           | 1                 |
| Portogallo        | 7                 |
| Regno Unito       | 4                 |
| Repubblica Ceca   | 1                 |
| Romania           | 2                 |
| Russia            | 21                |
| Slovacchia        | 2                 |
| Slovenia          | 5                 |
| Spagna            | 23                |
| Stati Uniti       | 116               |
| Sudafrica         | 64                |
| Svezia            | 23                |
| Svizzera          | 2                 |
| Ungheria          | 3                 |

### Classifiche di fine anno
| Classifica (2021) | Posizione |
| ----------------- | --------- |
| Australia         | 19        |
| Austria           | 7         |
| Belgio (Fiandre)  | 2         |
| Belgio (Vallonia) | 10        |
| Bulgaria          | 3         |
| Canada            | 45        |
| Croazia           | 8         |
| Danimarca         | 21        |
| Francia           | 34        |
| Germania          | 4         |
| Irlanda           | 13        |
| Islanda           | 31        |
| Italia            | 21        |
| Norvegia          | 35        |
| Paesi Bassi       | 4         |
| Polonia           | 1         |
| Portogallo        | 24        |
| Regno Unito       | 13        |
| Russia            | 167       |
| Spagna            | 58        |
| Svezia            | 50        |
| Svizzera          | 6         |
| Ungheria          | 7         |
| Classifica (2022) | Posizione |
| Austria           | 67        |
| Belgio (Fiandre)  | 87        |
| Belgio (Vallonia) | 160       |
| Germania          | 79        |